# 부산대양산캠퍼스역
부산대양산캠퍼스역(Pusan National University Yangsan Campus station, 釜山大梁山캠퍼스驛)은 대한민국 경상남도 양산시 물금읍에 있는 부산 도시철도 2호선의 지하철역이다.
부역명은 양산부산대병원이었으나, 2009년 1월 10일부로 삭제되었다. 이 역에서 양산부산대학교병원까지 셔틀버스가 운행 중이다.
이 역은 2008년 1월 10일부터 2009년 9월 30일까지 1년 8개월 동안 무정차 통과역으로 운영되다가 2009년 10월 1일에 개통되었다.

## 역사
- 2008년 1월 10일 : 부산 도시철도 2호선 3단계 1구간 연장 개통했으나 열차 무정차
- 2009년 10월 1일 : 영업 개시

## 역 구조
승강장은 2면 2선식의 곡선 상대식 승강장으로 운영되며, 스크린도어가 설치되어 있다.
- 반대편횡단: 가능

### 승강장
| 증산↑   |
| \| 상   |
| ↓남양산 |

| 상행 | ● 부산 도시철도 2호선 | 호포 · 덕천 · 서면 · 장산 방면 |
| 하행 | ● 부산 도시철도 2호선 | 남양산 · 양산 방면             |

## 역 주변
역 인근에 부산대학교 양산캠퍼스가 있다.
- 증산마을
- 부산대학교 양산캠퍼스
- 양산부산대학교병원
- 부산대학교병원 어린이병원
- 중앙고속도로지선 물금 나들목

## 승차량 변동
| 역 노선 | 승차 인원 | 승차 인원 | 승차 인원 | 승차 인원 | 승차 인원 | 승차 인원 | 승차 인원 | 주 석 |
| 역 노선 | 2009년    | 2010년    | 2011년    | 2012년    | 2013년    | 2014년    | 2015년    | 주 석 |
| ------- | --------- | --------- | --------- | --------- | --------- | --------- | --------- | ----- |
| 2호선   | 684       | 915       | 1208      | 1452      | 1550      | 2114      | 2513      | [ 2 ] |

## 사진

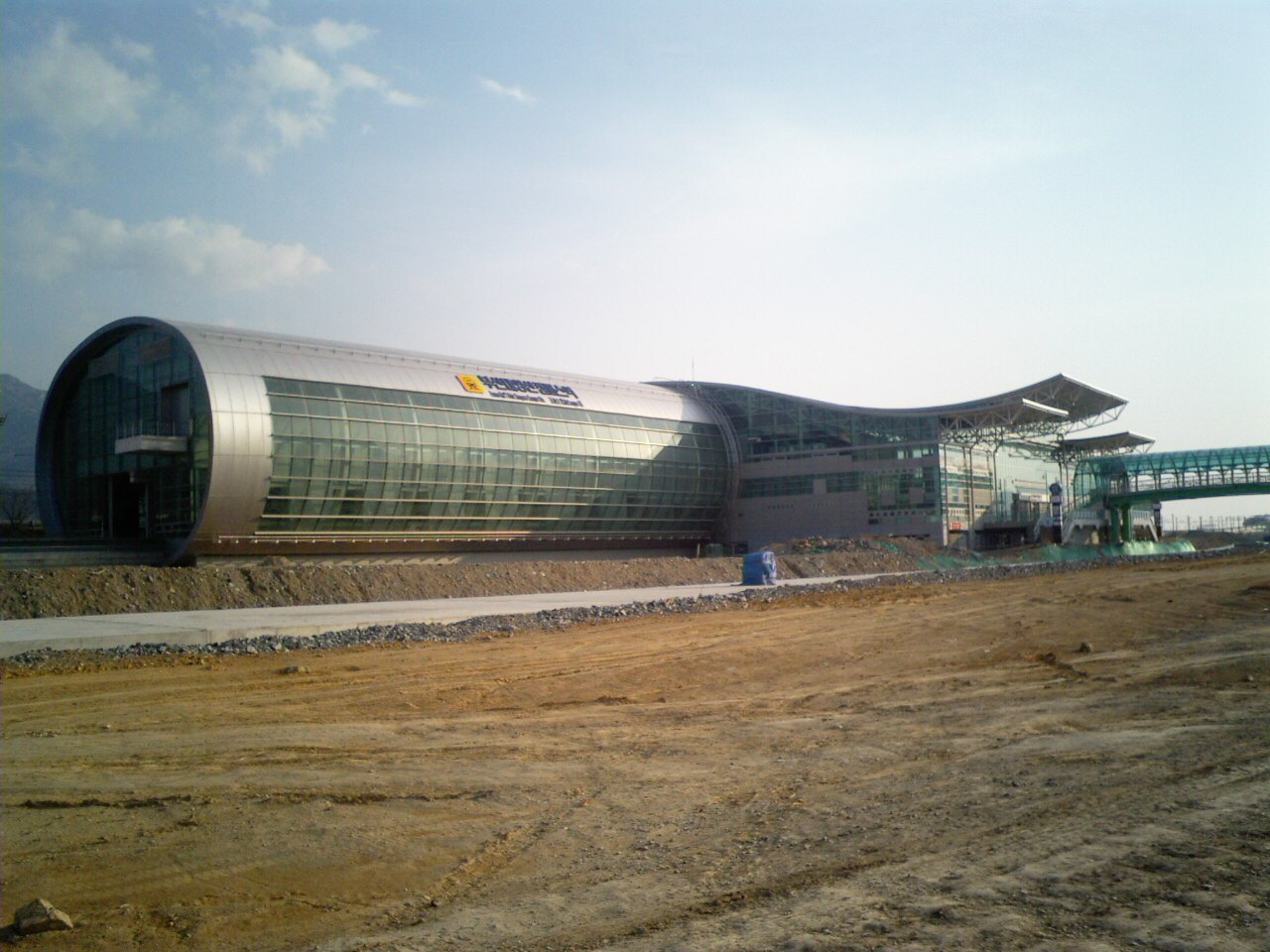
2008년에 촬영한 부산대양산캠퍼스역 전경
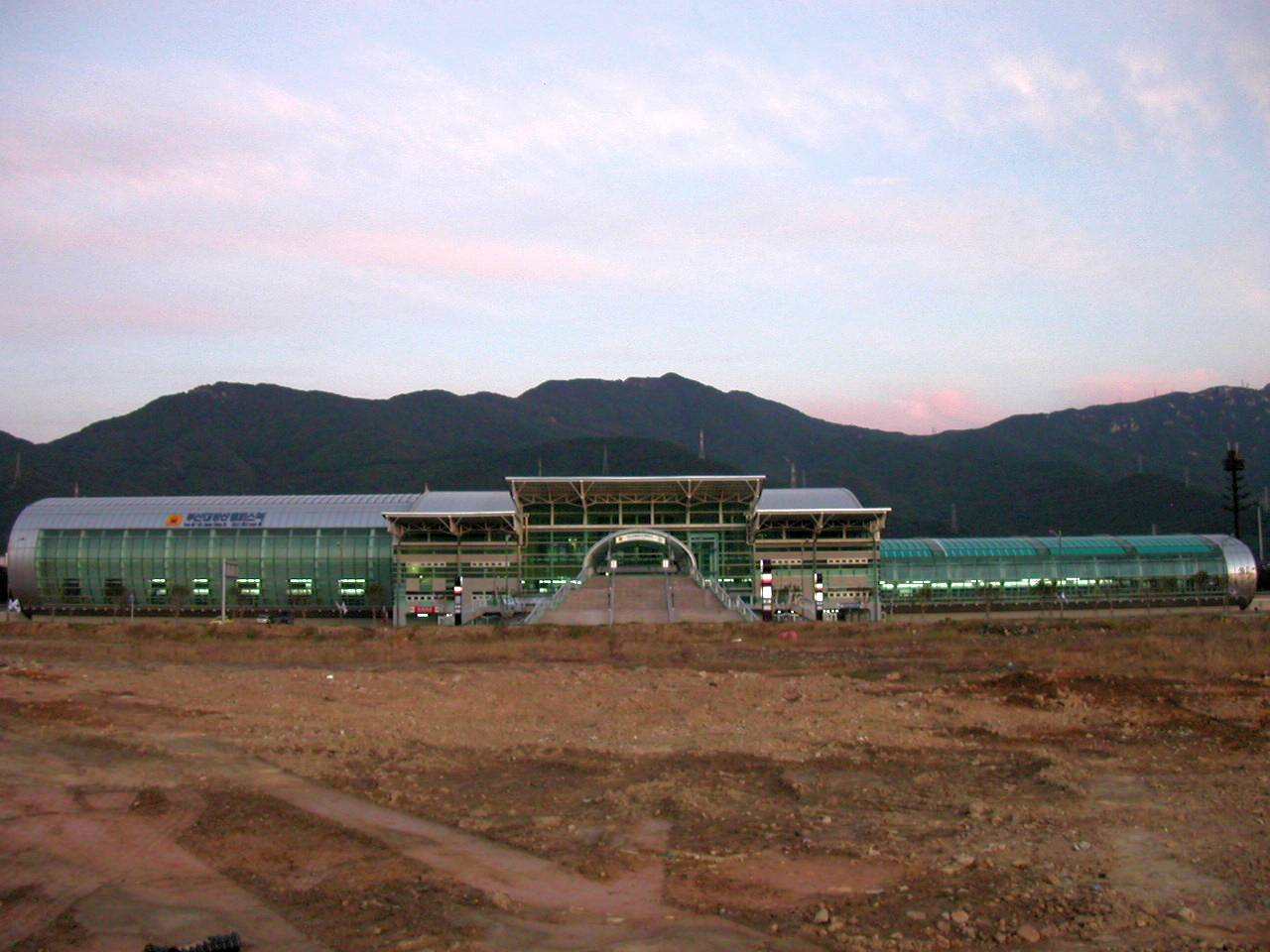
2008년에 촬영한 부산대양산캠퍼스역 전경
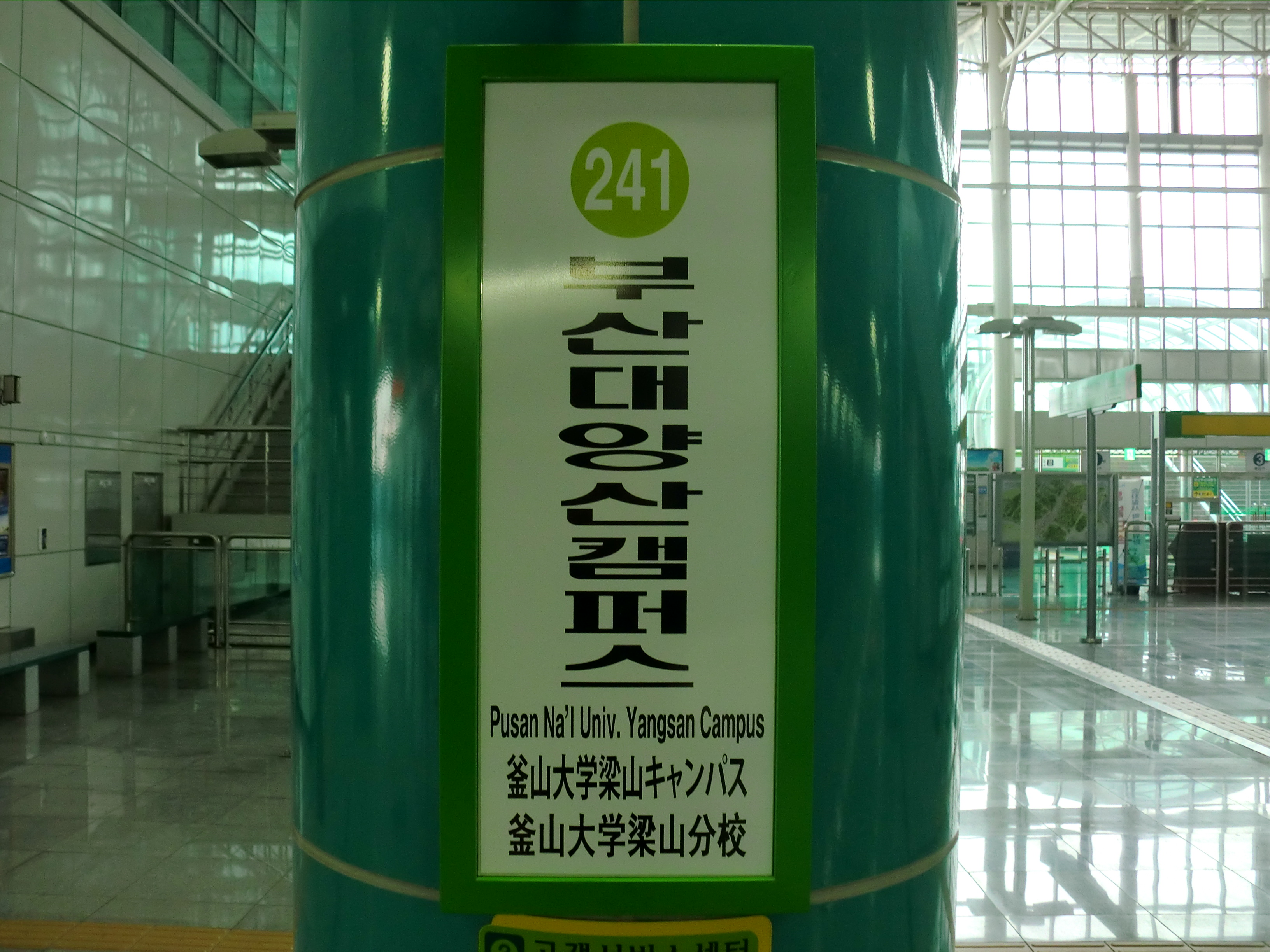
2010년에 촬영한 부산대양산캠퍼스역 역명판

## 인접한 역
| 부산 도시철도 2호선 | 부산 도시철도 2호선   | 부산 도시철도 2호선  |
| ------------------- | --------------------- | -------------------- |
| 240 증산 장산 방면  | ● 부산 도시철도 2호선 | 242 남양산 양산 방면 |